# Uropoda pandata
Uropoda pandata es una especie de arácnido del orden Mesostigmata de la familia Uropodidae.

## Distribución geográfica
Se encuentra en los Países Bajos y en Inglaterra.